# Giuseppe Abbagnale
Giuseppe Abbagnale (* 24. července 1959, Pompeje) je bývalý italský veslař, který získal společně se svým bratrem Carminem a kormidelníkem Giuseppe Di Capuou v kategorii dvojek s kormidelníkem dvě zlaté a jednu stříbrnou olympijskou medaili a řadu medailí z mistrovství světa mezi lety 1981 – 1993.

## Životopis
Společně se svými dvěma bratry Carminem a Agostinem žili poblíž ruin slavného starověkého města pohřbeného popelem Vesuvu a trénovali na slané vodě Neapolského zálivu. Bratři Giuseppe a Carmine vytvořili s kormidelníkem Giuseppe Di Capuou stálou a legendární trojici na dvojveslici s kormidelníkem a získali množství mezinárodních triumfů. Kromě olympijských úspěchů z olympijských her 1984, 1988 a 1992 se sedmkrát stali mistry světa, dvakrát získali stříbrné medaile a jednou medaile bronzové. Giuseppe byl vlajkonošem italské výpravy při zahajovacím ceremoniálu Letních olympijských her 1992 v Barceloně. S aktivní sportovní činností se rozloučil na mistrovství světa 1995, kdy byl členem italské osmiveslice, jež po vítězství ve finále B obsadila sedmé místo.
V roce 1994 se Giuseppe Abbagnale neúspěšně pokoušel získat místo v Poslanecké sněmovně za obvod Castellamare di Stabia, ale neuspěl, získal pouze 25.9 % hlasů. V roce 2012 byl zvolen předsedou Italské veslařské asociace. V této funkci byl nucen např. hlasovat za potrestání svého syna Vincenza pro doping. Ten šel ve šlépějích svého otce a v roce 2013 získal také titul mistra světa ve dvojkách s kormidelníkem.

## Olympijské hry 1980
Giuseppe Abbagnale začal svoji vrcholnou kariéru účastí na Letních olympijských hrách 1980 v Moskvě s Antoniem Dell’Aquilou, zatímco u kormidla byl již Di Capua. V rozjížďce obsadili třetí místo za dvojkami Rumunska a Bulharska a museli jet opravnou jízdu, ale ani ta se jim nevydařila, jejich přemožiteli byli Sověti a československá dvojice s kormidelníkem. Celkově skončili na sedmém místě, když konečně vyhráli B finále.

## Olympijské hry 1984
Na olympijských hrách 1984 v Los Angeles se závodů ve dvojkách s kormidelníkem účastnilo 12 lodí. Vzhledem k tomu, že většina socialistických zemí hry bojkotovala, byla Itálie jasným favoritem. Postup do finále si zajistila snadno v pomalejším tempu vítězstvím v druhé rozjížďce, Rumuni Dimitrie Popescu a Vasile Tomoiagă s kormidelníkem Dumitru Răducanu byli rychlejší, ale ve finále byli Abbagnaleové s Di Capuou od začátku výhraně vpředu a zvítězili o více než 5 sekund; Rumuni byli jen těsně před bronzovými USA.

## Olympijské hry 1988
O čtyři roky později na olympijských hrách v Soulu se přihlásilo 14 lodí. Italové v poslední ze tří rozjížděk zvítězili těsně před Velkou Británií, když takticky zvládli kontrolu nad ostatními loděmi. V semifinále se Abbagnaleové střetli s nebezpečnými východními Němci i Rumuny a protože chtěli získat ve finále co nejlepší dráhu, vedlo jejich vítězství k nejlepšímu času dosavadní historie OH na této trati 6:56.62 min. I ve finále od počátku vedli Italové, druhé místo dlouho obsazovalo Bulharsko, ale nakonec nestačilo, reprezentanti NDR zvýšili ke konci své tempo, ale dostali se jen na druhé místo , když zaostali o necelé dvě sekundy, třetí byla Velká Británie.

## Olympijské hry 1992
V Barceloně na olympiádě 1992 se jela disciplína dvojek s kormidelníkem dosud naposledy. Všechny své soupeře však šokovali Britové ve složení Garry Herbert a bratři Greg a Johny Searleovi. Měli za sebou v tomto složení minimum závodů, přesto už v rozjížďce vytvořili olympijský rekord, Abbagnaleové vyhráli svou rozjížďku také snadno. V semifinále na ně zle dotíralo Rumunsko, ale i tuto jízdu Itálie vyhrála v pomalejším čase než Britové. Zdálo se, že šetřili síly na finále, kde se ihned ujali vedení, 500 m před cílem vedli a Britové byli třetí, jenže ti obrovsky navýšili tempo, předjeli Rumuny a těsně před cílem i překvapené Italy. Třetí medaile z olympiády byla tedy pro Abbagnalovy chlapce a Di Capuu „jen“ stříbrná“.